# Poecilotheria ornata
Poecilotheria ornata is een spinnensoort uit de familie van de vogelspinnen (Theraphosidae). De wetenschappelijke naam van de soort werd in 1899 gepubliceerd door Reginald Innes Pocock.